# Ghetto Reichshof

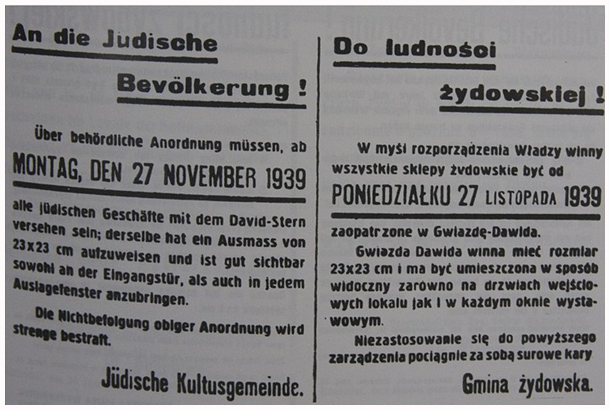
Anordnung (November 1939)

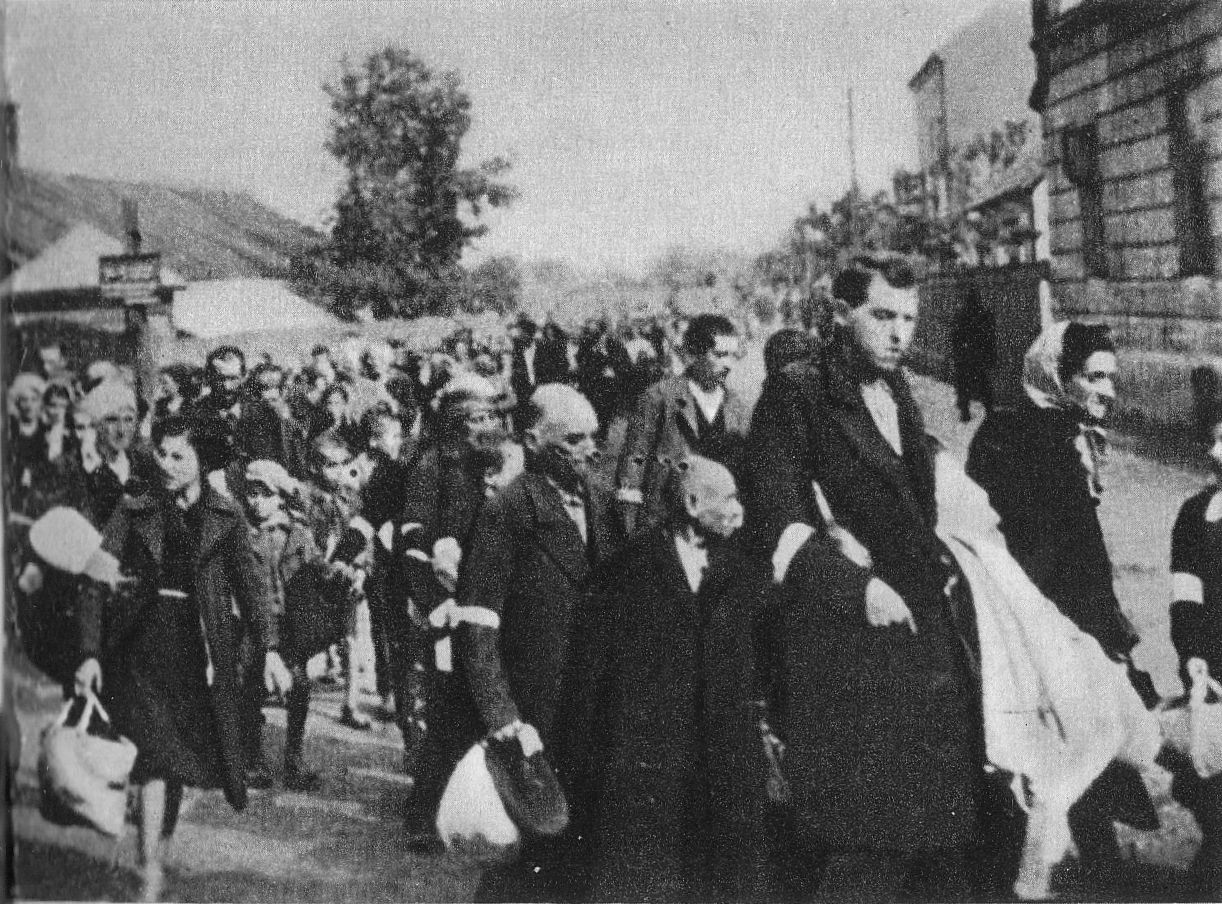
Deportation aus dem Ghetto Rzeszów (1942)

Das Ghetto Reichshof war ein während der deutschen Besetzung Polens eingerichtetes Ghetto in Rzeszów, im Distrikt Krakau des Generalgouvernements. Die Ghettos zur Zeit des Nationalsozialismus waren Teil des Systems der Konzentrationslager im Deutschen Reich.
Im Juni 1942 wurden im Ghetto etwa 23.000 Juden zusammengeführt. Am 7., 10., 14. und 19. Juli 1942 wurden 14.000 Ghettobewohner in das Vernichtungslager Belzec deportiert.